# Панич, Юлиан Александрович
Юлиа́н Алекса́ндрович Па́нич (23 мая 1931, Зиновьевск — 9 октября 2023, Антиб) — советский и французский актёр театра и кино, кинорежиссёр, журналист. Заслуженный деятель искусств Российской Федерации (1996).

## Биография
Родился 23 мая 1931 года в городе Зиновьевске Украинской ССР. Отец Александр Николаевич Панич (1899—1953), из елисаветградской купеческой семьи, в молодости в Харькове работал актёром в театре оперетты, потом монтажёром в киноуправлении, уже после женитьбы поступил в медицинский институт и стал санитарным врачом, мать работала машинисткой. С 1946 года семья проживала в Москве. В 1956 году окончил Театральное училище имени Б. Щукина. Актёр Академического театра драмы имени А. С. Пушкина. В 1960-х годах играл в театре имени Ленинского Комсомола (Ленинград). С 1965 года — режиссёр на телевидении.

С 1968 года — на студии «Лентелефильм», один из создателей этого творческого объединения.
Снялся в пятнадцати кинолентах, а как режиссёр снял (в соавторстве с женой Людмилой) два полнометражных фильма и один фильм-спектакль. Им написана книга воспоминаний «Четыре жизни Юлиана Панича, или Колесо счастья». Известен нескольким поколениям россиян как актёр, режиссёр театра и кино.
Скончался 9 октября 2023 года.

## Личная жизнь
В первом браке был женат на студентке училища имени Щукина Юлии Гендельштейн (во втором браке сменившей фамилию на Севела, род. 1934), дочери режиссёра Альберта Гендельштейна.

В 1956 году женился на второкурснице Щукинского училища Людмиле Цвейг (род. 1934), в августе 1958 года у супружеской пары родился сын Игорь.

## Эмиграция из СССР и жизнь на Западе
В июне 1972 года эмигрировал из СССР вместе с семьёй (женой и 13-летним сыном) как еврей. Через Вену прибыл в Тель-Авив. Попытки получить в Израиле работу по специальности оказались неудачны. В августе 1972 года получил предложение о сотрудничестве от руководства американской радиостанции «Свобода» в Мюнхене. В 1973 году, получив израильское гражданство, покинул Израиль, переехал в Западную Германию и поступил на службу на радиостанцию «Свобода»; его радиокарьера началась с чтения в прямом эфире «Архипелага ГУЛаг» Александра Солженицина. На «Свободе» проработал двадцать три года — сначала диктором, затем режиссёром и продюсером — до момента переезда радиостанции из Мюнхена в Прагу весной 1995 года. В первые годы выступал в эфире под псевдонимом Александр Виноградов; с 1977 года — под своим подлинным именем. В 1980 году получил гражданство Соединённых Штатов Америки. С 1996 года жил под Парижем в районе Рамбуйе.

## Фильмография

### Актёр
- 1955 — Педагогическая поэма — Семён Карабанов
- 1956 — За власть Советов — Святослав Марченко
- 1956 — Кровавый рассвет — Марко Гуща
- 1956 — Разные судьбы — Фёдор Морозов
- 1956 — Триста лет тому… — Тимофей Хмельницкий
- 1957 — Всего дороже — Роман Бакланов
- 1957 — Ленинградская симфония — эпизод (в титрах не указан)
- 1957 — Степан Кольчугин — Кузьма
- 1958 — Кочубей — Сашко Наливайко
- 1958 — О моём друге — Арам
- 1960 — Осторожно, бабушка! — Вася Казачков
- 1963 — Новеллы Красного дома — Максим Сивошапко
- 1967 — Зелёная карета — князь Василий, клеветник
- 1967 — Первороссияне — атаман Шураков
- 1967 — Дорога домой — доктор
- 2010 — Шантрапа

### Режиссёр
- 1967 — Дорога домой
- 1969 — Проводы белых ночей
- 1969 — Баллада о Сирано (фильм-спектакль)

### Сценарист
- 1967 — Дорога домой